# Fianco
Il fianco è la parte laterale dell'addome, situata tra le ultime coste e la cresta iliaca nel corpo umano, tra coste e arti posteriori negli altri animali. In anatomia topografica è in rapporto in alto dall'ipocondrio e in basso con la fossa iliaca ed è delimitato medialmente dalla linea mammaria.